# 瓦尔戈德马地区圣莫里斯
瓦尔戈德马地区圣莫里斯（法語：Saint-Maurice-en-Valgodemard）是法国上阿尔卑斯省的一个市镇，位于该省北部，属于加普区（Gap）。该市镇的总面积为36.37平方公里，2009年时的人口为127人。

## 人口
瓦尔戈德马地区圣莫里斯人口变化图示
| 数据来源：INSEE |